# Torvhus

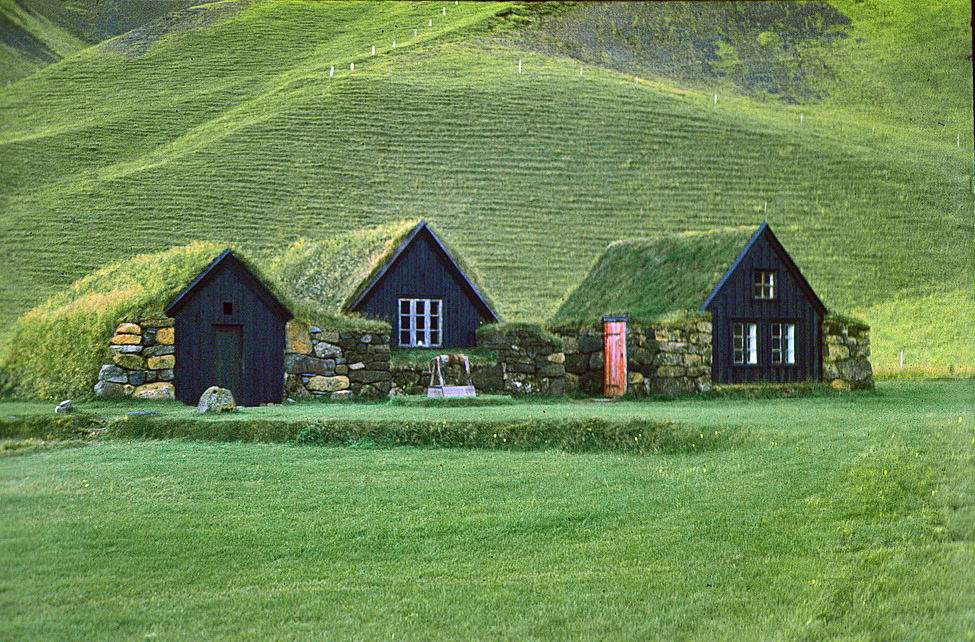
Isländska torvhus (burstabær) i Skógar.

Torvhus (isländska: torfbær) är ett slags hus som huvudsakligen är byggt av torv och sten. Så sent som in på 1900-talet var torvhus fortfarande den vanligaste typen av hus i Island och merparten av befolkningen bodde i sådana.

## Historik

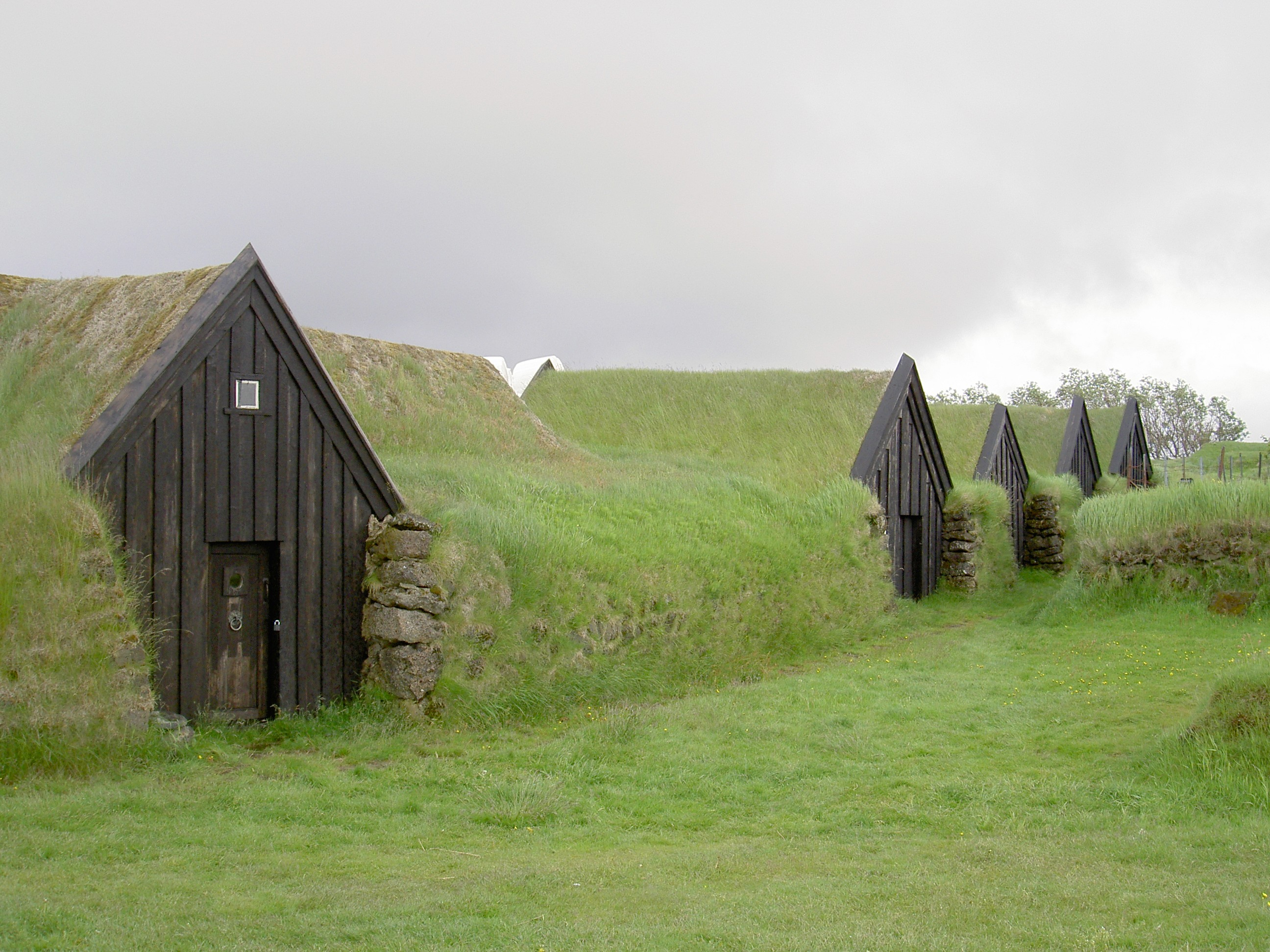
Isländska torvhus i Keldur med jordisolering.

Torvhusen började dyka upp på 1300-talet när långhusen övergavs. Skillnaden mellan dessa var att torvhusen hade fler rum med ett ordentligt kök och flera olika hus, medan långhusen var ett rum med ett vindöga i taket. Dessa torvhus kunde till exempel ha avträden och skafferier. Genom åren blev rummen mer uppdelade och kunde exempelvis även ha en badstuga. Så småningom flyttades sovrummet in i badstugan på grund av det kalla klimatet. Torvhusen byggdes ibland i grupp, och ofta står torvhus  i grupper om tre eller flera. Därför kallas de på isländska för torvgårdar snarare än torvhus. Dessa kunde även vara sammankopplade, antingen med dörr från hus till hus, eller med gångar med fönster i (gangabær), beroende på var man befann sig. På 1700-talet började torvhus byggas med trägavlar, så kallade burstabæir (gavelgårdar). Dessa är den vanligaste typen av torvhus och beboddes inpå 1900-talet.

## Ett framtida världsarv
I december 2001 sattes torvgården Keldur, Núpstaður och torvkyrkan Víðimýrikirkja upp på Islands tentativa världsarvslista. Sedan februari 2011 ingår dessa tre i det tentativa världsarvet Torvhustraditionen. Detta består av 12 byar med torvhus och 2 torvkyrkor i Island
- Austur-Meðalholt
- Kyrkan i Árbæjarsafn
- Bustarfell
- Galtastaðir fremri
- Glaumbær
- Grenjaðarstaður
- Grænavatn
- Keldur
- Laufás
- Núpsstaður
- Tyrfingsstaðir
- Þverá
- Víðimýrarkirkja
- Hofskirkja